# Gorillaz
Gorillaz je britská hudební skupina založená v roce 1998 Damonem Albarnem ze skupiny Blur a Jamiem Hewlettem, grafikem komiksové knihy Tank Girl.
Kapelu tvoří čtyři virtuální (komiksové) postavy: 2-D, Murdoc, Noodle a Russel. Jejich hudba je na pomezí mnoha žánrů, většinou jsou zařazováni do indie rockové škatulky, avšak jejich žánrová rozmanitost je podstatně větší. Sahá od popu, hip hopu, elektronické hudby až po dub.
Eponymní debutové album vydané v roce 2001 bylo extrémně úspěšné, prodalo se ho více než sedm milionů kopií. Bylo rovněž nominováno na Mercury Prize, avšak nominace byla na žádost kapely stažena.

Druhého alba Demon Days obsahující mj. písně „DARE“, „Dirty Harry", „Kids With Guns / El Mañana" v čele s úspěšným pilotním singlem „Feel Good Inc." se veřejnost dočkala až v roce 2005. V Británii byla tato deska pětkrát a v USA dvakrát platinová, zároveň si vysloužila hned pět nominací na Grammy. Proměnili jen jedinou, zvítězili v kategorii „Best Pop Collaboration with Vocals".

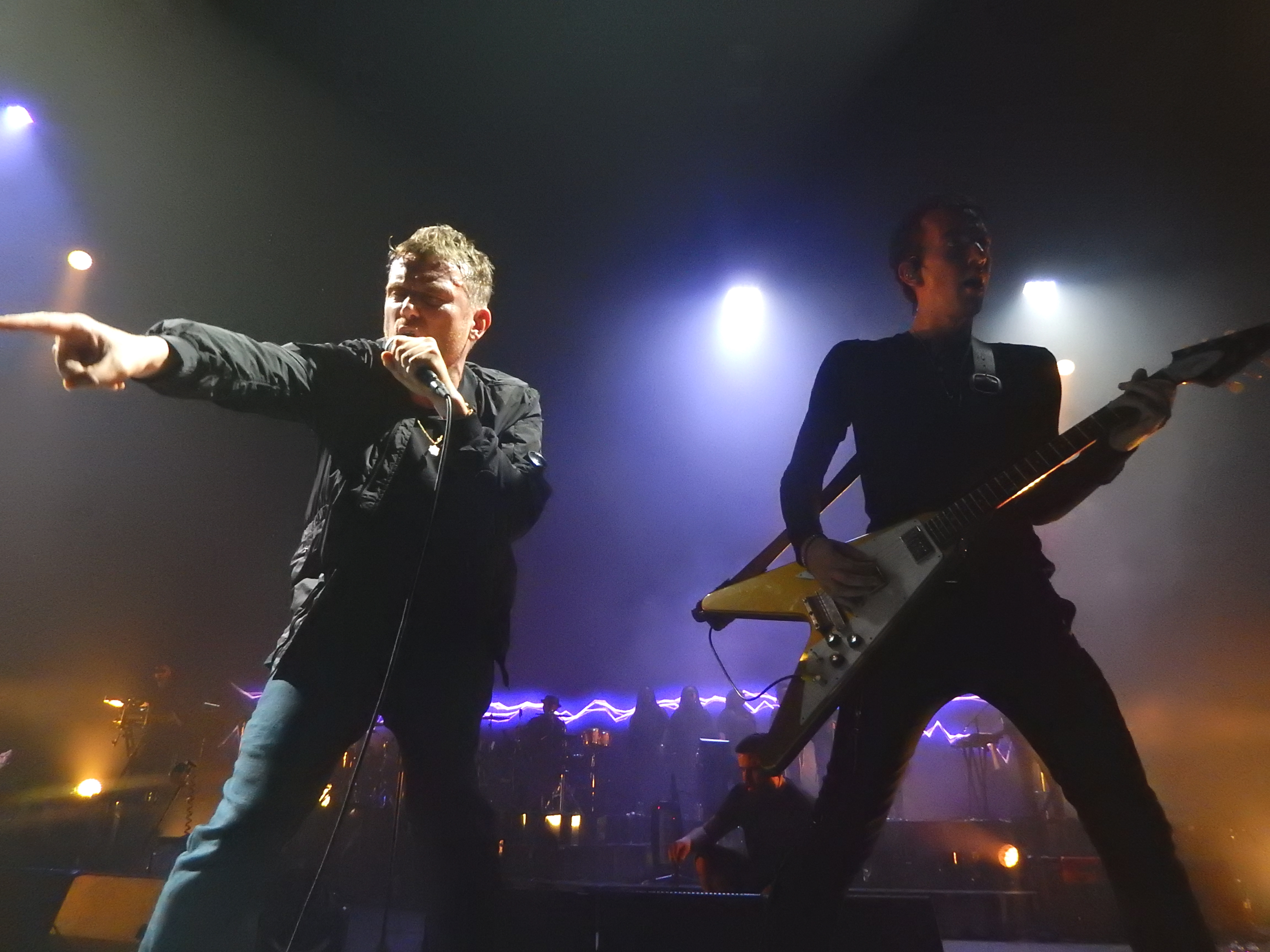

Gorillaz také vydali tři kompilační alba, to poslední z roku 2007 bylo časopisem Mixmag zvoleno albem měsíce v prosinci 2007.

V roce 2010 vyšlo album Plastic Beach, ke kterému byla dostupná i online hra (Escape To Plastic Beach) na počítač, bohužel je ale již smazána.

Logo

V roce 2017 vyšlo album Humanz, které český web iREPORT označil za průměrné, ačkoli má potenciál.
Rok potom vyšlo album The Now Now, hrál v něm ale jiný basista než Murdoc, jelikož byl v tu dobu ve vězení.
V průběhu téměř celého roku 2020 vydávali v rámci jejich projektu Song Machine mnoho singlů, které na rozdíl od jejich dřívější konceptuálně založené tvorby vznikaly naprosto samostatně a nezávisle na sobě. Z těchto singlů bylo následně sestaveno album Song Machine, Season One: Strange Timez, které vyšlo 23. října 2020.
Gorillaz existují již 25 let a jsou stále aktivní. V roce 2022 vydali písně Cracker Island, New Gold, Skinny Ape a Baby Queen, které patří do alba Cracker Island, jež vyšlo kompletní 24. února 2023.
17. prosince 2022 měli Gorillaz virtuální koncert současně v Londýně a New Yorku, na který museli mít posluchači nainstalovanou aplikaci. Koncert se skládal pouze z jedné písně, a to ze Skinny Ape.
Damon Albarn je jediný stálý člen kapely. Zpívá hlas 2-Dho, avšak v různých rozhovorech ho dabuje Kevin Bishop, dříve Nelson De Freitas. V písničkách od Gorillaz většinou účinkují další interpreti. Mají hodně animovaných videoklipů, kde můžeme vidět virtuální členy kapely.

## Členové skupiny
- 2-D – zpěv, klávesy
- Murdoc Niccals – basová kytara
- Russel Hobbs – bicí, perkuse, rap
- Noodle – kytary, zpěv

## Dřívější členové
- Paula Cracker – kytara (1998)
- Cyborg Noodle – kytara, zpěv (2008–2010)
- Ace – basová kytara (2018)

## Diskografie

### Studiová alba
- 2001: Gorillaz
- 2005: Demon Days
- 2010: Plastic Beach
- 2011: The Fall
- 2017: Humanz
- 2018: The Now Now
- 2020: Song Machine, Season One: Strange Timez
- 2023: Cracker Island

### Kompilace
- 2002: G-Sides
- 2002: Laika Come Home
- 2007: D-Sides
- 2010: The Fall

### EP
- 2000: Tomorrow Comes Today

### Singly
| Rok  | Název                                                | Album                                   | Umístění | Umístění | Umístění |
| Rok  | Název                                                | Album                                   | UK       | AUS      | USA      |
| ---- | ---------------------------------------------------- | --------------------------------------- | -------- | -------- | -------- |
| 2001 | „Clint Eastwood“                                     | Gorillaz                                | 4        | 17       | 57       |
| 2001 | „19-2000“                                            | Gorillaz                                | 6        | 39       | -        |
| 2001 | „Rock the House“                                     | Gorillaz                                | 18       | -        | -        |
| 2001 | „911“                                                | -                                       | -        | -        | -        |
| 2002 | „Tomorrow Comes Today“                               | Gorillaz                                | 33       | -        | -        |
| 2002 | „Lil' Dub Chefin“                                    | Laika Come Home                         | 73       | -        | -        |
| 2005 | „Feel Good Inc.“                                     | Demon Days                              | 2        | 3        | 14       |
| 2005 | „DARE“                                               | Demon Days                              | 1        | 11       | 87       |
| 2005 | „Dirty Harry“                                        | Demon Days                              | 6        | 15       | -        |
| 2006 | „Kids with Guns“                                     | Demon Days                              | 27       | 31       | -        |
| 2010 | „Stylo“                                              | Plastic Beach                           | -        | -        | -        |
| 2012 | „Do Ya Thing”                                        | -                                       | -        | -        | -        |
| 2017 | „Hallelujah Money (feat. Benjamin Clementine)”       | -                                       | -        | -        | -        |
| 2018 | „Humility (feat. George Benson)”                     | The Now Now                             | -        | -        | -        |
| 2018 | „Lake Zurich”                                        | The Now Now                             | -        | -        | -        |
| 2018 | „Sorcererz”                                          | The Now Now                             | -        | -        | -        |
| 2018 | „Fire Flies”                                         | The Now Now                             | -        | -        | -        |
| 2018 | "Hollywood" (featuring Snoop Dogg a Jamie Principle) | The Now Now                             | -        | -        | -        |
| 2018 | "Tranz"                                              | The Now Now                             | -        | -        | -        |
| 2020 | "Momentary Bliss" (featuring Slowthai a Slaves)      | Song Machine, Season One: Strange Timez | 58       | -        | -        |
| 2020 | "Désolé" (featuring Fatoumata Diawara)               | Song Machine, Season One: Strange Timez | -        | -        | -        |
| 2020 | "Aries" (featuring Peter Hook a Georgia)             | Song Machine, Season One: Strange Timez | -        | -        | -        |
| 2020 | "How Far?" (featuring Tony Allen a Skepta)           | Song Machine, Season One: Strange Timez | -        | -        | -        |
| 2020 | "Friday 13th" (featuring Octavian)                   | Song Machine, Season One: Strange Timez | -        | -        | -        |
| 2020 | "Pac-Man" (featuring Schoolboy Q)                    | Song Machine, Season One: Strange Timez | -        | -        | -        |
| 2020 | "Strange Timez" (featuring Robert Smith)             | Song Machine, Season One: Strange Timez | -        | -        | -        |
| 2020 | "The Pink Phantom" (featuring Elton John a 6lack)    | Song Machine, Season One: Strange Timez | -        | -        | -        |
| 2020 | "The Valley of the Pagans" (featuring Beck)          | Song Machine, Season One: Strange Timez | -        | -        | -        |
| 2022 | "Cracker Island" (featuring Thundercat)              | Cracker Island                          | 94       | -        | -        |
| 2022 | "New Gold" (featuring Tame Impala a Bootie Brown)    | Cracker Island                          | 56       | 44       | -        |
| 2022 | "Baby Queen"                                         | Cracker Island                          | -        | -        | -        |
| 2022 | "Skinny Ape"                                         | Cracker Island                          | -        | -        | -        |
| 2023 | "Silent Running" (featuring Adeleye Omotayo)         | Cracker Island                          | -        | -        | -        |